# Tibouchina gardneri
Tibouchina gardneri là một loài thực vật có hoa trong họ Mua. Loài này được (Naudin) Cogn. miêu tả khoa học đầu tiên.